# Щуровський Євген Іванович
Євген Іванович Щуровський (Евген; 1884, с. Ілемня, Долинський повіт — 22 листопада 1969, Дрезден, Німеччина) — український військовик, адвокат, громадський та політичний діяч. Поручник УСС. Командант ІІІ куреня Українських Січових Стрільців у складі УГА, що формувалась у 1918 році.

## Життєпис
Народився в сім'ї священика УГКЦ Івана Щуровського. Молодший брат — Володимир Щуровський (став лікарем-інтерністом, громадським діяче, членом Українського лікарського товариства, дійсним членом НТШ).
На чолі куреня брав участь у боях на Персенківці, Личакові. Після війни — член правління «Союзу Українських адвокатів у Львові», член суду Львівської Адвокатської Палати.
У Винниках: активно проводив громадську і політичну роботу (один із ініціаторів створення у 1923 р. Української вчительської семінарії, як адвокат у тодішних судах відстоював інтереси українців-винниківчан у 1920-х рр.) Працював також адвокатом у Долині.
Дружина — Евгенія.